# Fede Latronico
Fede Latronico (Imperia, 2 novembre 1944) è un politico e medico italiano.

## Biografia
Esponente della Lega Nord, in occasione delle politiche del 1992 approdò alla Camera, venendo eletto nella circoscrizione Genova-Imperia-La Spezia-Savona con 7.422 preferenze.
Fu confermato alle politiche del 1994, quando, in rappresentanza del Polo delle Libertà, ottenne il 46,57% dei voti nel collegio uninominale di Imperia, sconfiggendo il candidato dei Progressisti Giovanni Gandolfo.
Terminò il mandato parlamentare nel 1996.